# Weigendorf
Weigendorf est une commune de Bavière (Allemagne), située dans l'arrondissement d'Amberg-Sulzbach, dans le district du Haut-Palatinat, à 14 km à l'ouest de Sulzbach-Rosenberg et à 26 km à l'ouest d'Amberg.
Weigendorf fait partie de la communauté administrative de Neukirchen bei Sulzbach-Rosenberg.

Situation de Weignedorf dans l'arrondissement d'Amberg-Sulzbach